# سولین‌ایر

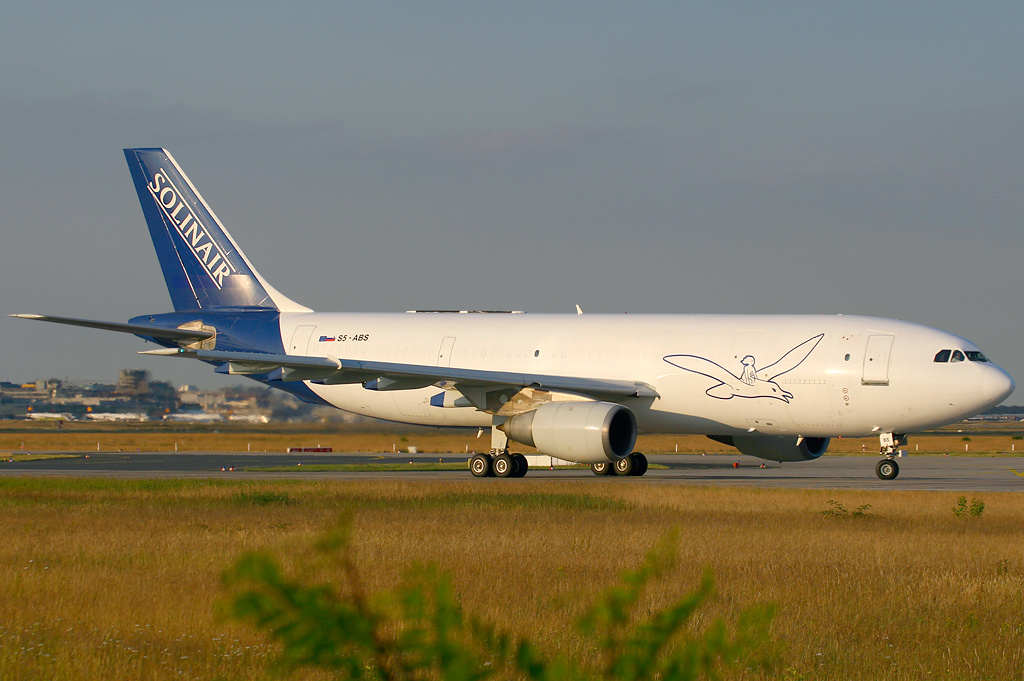
solinair

سولین‌ایر (به انگلیسی: Solinair) یک شرکت هواپیمایی است که در ۱۹۹۱ میلادی تأسیس شده‌است. دفتر مرکزی سولین‌ایر در فرودگاه لیوبلیانا، اسلوونی واقع شده‌است.